# Andeca
Andeca lub Audeca (Łac. Audacer) (zm. 585) – ostatni niezależny od Wizygotów Swebski władca Galicji. Panował w latach 584 - 585. 

## Życiorys
Andeca reprezentował niezadowolenie szlachty Swebów z uległości wobec Wizygotów. Po śmierci swojego ojca, króla Miro w 583 r., król Eboryk uzgodnił porozumienie pokojowe z Leowigildem na warunkach, których szlachta swebska nie mogła zaakceptować. W 584 r. Andeca zbuntował się przeciwko Eborykowi, detronizując i wysyłając go do klasztoru. Po ślubie z matką dotychczasowego króla, Sisegundą, ogłosił się królem. Dało to pretekst do inwazji Leowigildowi. Tak opisywał te zdarzenia Jan z Biclar: ,,Król Lewowigild zniszczył Galicję i pozbawił Andekę władzy; naród Swebów, jego bogactwa i ojczyzna stały się własnością króla Wizygotów i jedną z prowincji jego państwa". Po detronizacji uzurpatora, Leowigild zamknął Andekę w mieście Béjar, czyniąc go kapłanem. Zmarł w roku 585. Jego detronizacja zakończyła wieloletnie panowanie Swebów w Galicji.